# Fenghsien-Ku (meteoryt)
Fenghsien-Ku (inne nazwy: Feng, Feng Xian, Fengxian, Kiangsu) – meteoryt kamienny należący do chondrytów oliwinowo-bronzytowych H 5, którego spadek zaobserwowano w 1924 roku w chińskiej prowincji  Jiangsu. Całkowita masa meteorytu jaką obecnie dysponuje się wynosi 82 g. Meteoryt Fenghsien-Ku jest jednym z jedenastu zatwierdzonych meteorytów znalezionych w tej prowincji.